# 风挡液

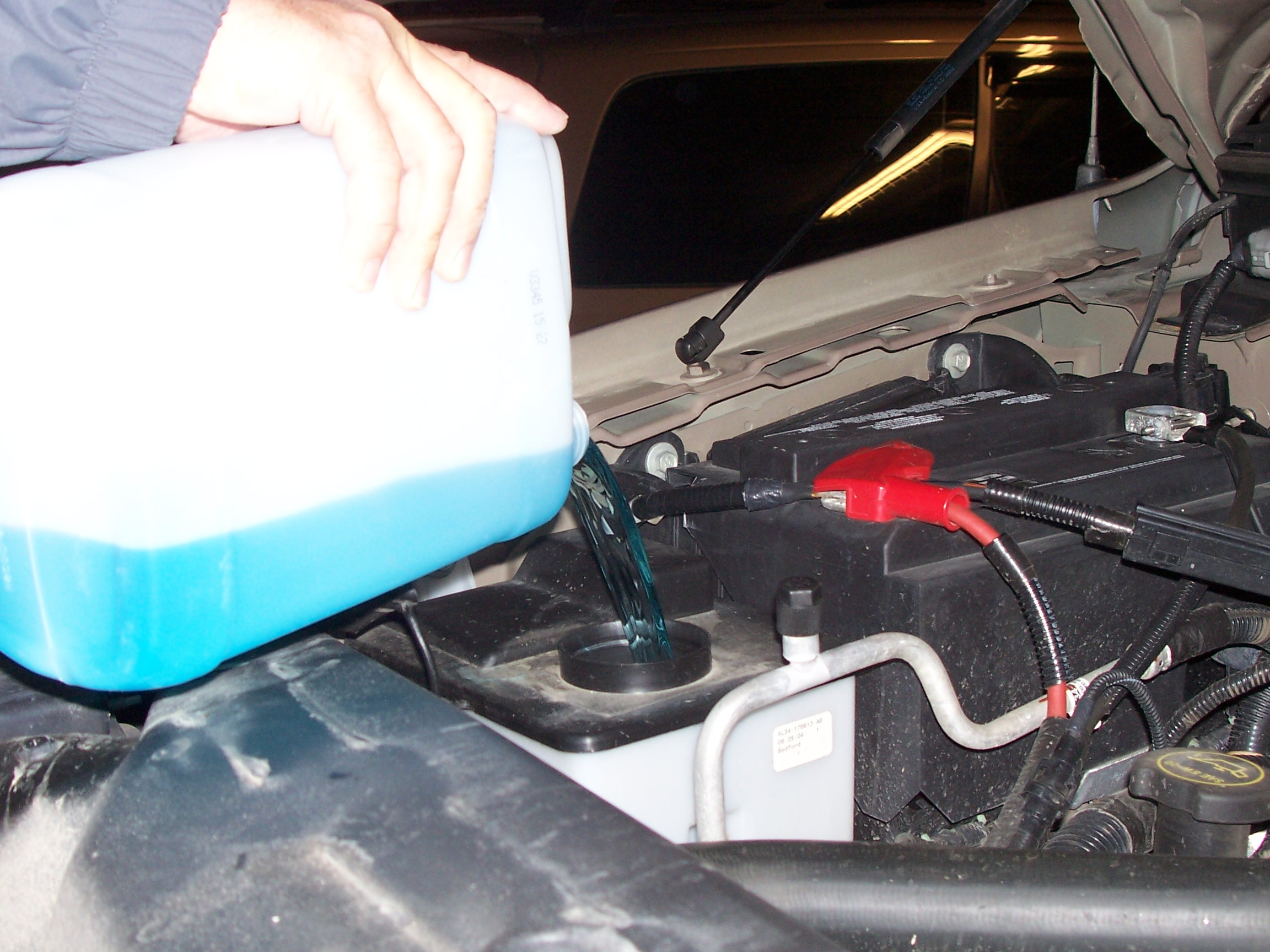
一名使用者正將擋風玻璃清潔液加入至儲存槽中。

風擋液，又稱擋風玻璃清潔液、雨刷液、玻璃水，是用來清潔車輛等交通工具擋風玻璃的液體。通常盛裝在引擎室中的一個容器，使用時由駕駛人按鈕驅動幫浦吸出從引擎蓋上的噴嘴噴灑在擋風玻璃上，雨刷也同時會轉動以清潔玻璃。
擋風玻璃清潔液有已經調配好的現成隨用品，也有买来浓缩液或者晶体由使用者自行兑水的。